# ناحیه هادسون، شهرستان مکیناک، میشیگان
ناحیه هادسون (به انگلیسی: Hudson Township) یک منطقهٔ مسکونی در ایالات متحده آمریکا است که در شهرستان مکیناک، میشیگان واقع شده‌است.
 ناحیه هادسون ۱۸۰٫۰ کیلومتر مربع مساحت و ۲۱۴ نفر جمعیت دارد و ۲۵۶ متر بالاتر از سطح دریا واقع شده‌است.